# 한국어촌어항공단
한국어촌어항공단은 어촌·어항의 개발 및 관리, 어장의 효율적인 보전 및 이용, 관련 기술의 개발 및 연구, 관광활성화 등을 효율적으로 수행하기 위하여 설립된 해양수산부 산하 공공기관이다.
1987년 6월 사단법인 한국어항협회로 출범하여 1994년 3월 특수법인 한국어항협회로 전환됐다. 2005년 12월에 다시 특수법인 한국어촌어항협회로 명칭을 변경하였으며, 2018년 10월 18일 한국어촌어항공단으로 전환되었다.
한국어촌어항공단은 어촌의 정주여건 개선 및 경제 활성화를 위하여 어촌개발사업 및 어촌관광 활성화사업을 수행하고, 어촌의 6차산업화 촉진 및 귀어·귀촌 지원을 위한 어촌특화지원센터와 귀어·귀촌종합지원센터를 운영하고 있다.
어항의 안전관리와 쾌적한 환경조성을 위하여 시설물의 안전점검·유지·보수·준설, 조사·설계·측량·감리 및 기술사업을 수행하고, 어항관리선 12척으로 어항수역의 항행장애물 제거 및 폐토사 등 응급준설, 침적어구·부유폐기물 등을 수거하며, 어항의 이용활성화를 위한 운영·관리사업을 촉진하고 있다.
어장의 지속적인 성장동력 확보를 위하여 어장의 복원 및 유실·침적어구 수거와 양식산업기반 조성에도 주력하고 있다.
이외에도 어촌·어항 및 어장에 관한 조사·연구·정보화 및 교육훈련과 관련 기술의 개발 및 국제협력사업도 활발히 추진하고 있다.

## 기능과 역할
- 어촌 및 어항에 관한 조사·연구 및 정보화
- 어촌 및 어항 건설 어항관리의 연구·개발 및 보급
- 어촌 및 어항관계자에 대한 교육·훈련
- 어촌 및 어항개발사업 수반 조사·설계 및 기술용역
- 어촌관광 활성화를 위하여 필요한 사업
- 어항청소선 관리운영 및 어항 시설물 안전점검에 관한 수탁업무
- 연안수역 및 연근해 어장 등의 해양폐기물 정화사업 등

## 연혁
- 1987년 6월: 사단법인 한국어항협회 설립
- 1994년 3월: 특수법인 한국어항협회 전환(어항법 제38조)
- 2005년 12월: 특수법인 한국어촌어항협회 명칭 변경(어촌어항법 제57조)
- 2018년 10월: 한국어촌어항공단 출범

## 조직
- 이사회
- 감사
  - 감사실

#### 이사장

##### 경영기획본부
- 기획조정팀
- 경영지원팀

##### 어촌본부
- 바다바케팅팀
- 어촌개발팀
- 어촌산업팀
- 귀어귀촌종합센터
- 경남 어촌특화 지원센터

##### 어항본부
- 어항관리 1팀
- 어항관리 2팀
- 어항정화팀

##### 어장본부
- 어장복원팀
- 어장산업팀

##### 융합특성화R&D센터
- R&D융합팀
- 정보화·전략팀

## 소속기관
- 인천사무소
  - 크린오션호
- 태안사무소
  - 어장산업팀
- 보령사무소
  - 어장복원팀
- 군산사무소
  - 어항901호
- 목포사무소
  - 어항901호
- 고흥사무소
  - 어항903호
- 완도사무소
  - 크린오션5호
- 여수사무소
  - 크린오션2호
- 통영사무소
  - 어항905호
- 포항사무소
  - 어항906호
- 삼척사무소
  - 크린오션3호
- 강릉사무소
  - 어항907호

## 같이 보기
- 어항 (항구)
- 대한민국의 국가어항
- 대한민국의 지방어항
- 대한민국의 어촌정주어항
- 대한민국의 소규모 어항
- 대한민국의 어항 목록